# Sofia Albertina d'Erbach-Erbach
Sofia Albertina d'Erbach-Erbach (en alemany Sophia Albertine von Erbach-Erbach) va néixer a Erbach (Alemanya) el 30 de juliol de 1683 i va morir Eisfeld el 4 de setembre de 1742. Era una noble alemanya, filla del comte Jordi Lluís I (1643-1693) i de la princesa Amàlia Caterina de Waldeck-Eisenberg (1640-1697).
Després de la mort del seu marit el 1724 va fer-se càrrec de la regència en nom del seu fill  Ernest Friedrich II encara menor d'edat. Va adoptar mesures d'austeritat per a mitigar la càrrega del deute del país i va reduir considerablement les dimensions de la seva Cort. Això li va permetre reduir gairebé a la meitat els impostos.
Després que el seu fill prengués possessió del govern, ella es va retirar al seu castell de Wittumssitz.

## Marimoni i fills
El 4 de febrer de 1704 es va casar amb Ernest Frederic I de Saxònia-Hildburghausen (1681-1724), fill del duc Ernest III (1655-1715) i de Sofia Enriqueta de Waldeck (1662-1702). Sofia Albertina va ser la responsable de l'educació dels seus fills donat que el seu marit es va dedicar bàsicament a la vida militar fora del país. El matrimoni va tenir deu fills:
- Ernest Lluís (1704-1704)
- Sofia Amàlia (1705-1708)
- Ernest (1707-1707)
- Ernest-Frederic (1707-1745), hereu del ducat de Saxònia-Hildburghausen, casat amb Carolina d'Erbach-Fürstenau (1700-1758).
- Frederic August (1709-1710)
- Lluís Frederic (1710-1759), casat amb Cristiana de Schleswig-Holstein-Pon (1713-1778).
- Elisabet Albertina (1713-1761), casada amb Carles Lluís de Mecklenburg-Strelitz (1708-1752).
- Emmanuel (1715-1718)
- Elisabet (1717-1717)
- Jordi Frederic (1720-1720)